# ولسوالی علی‌آباد
ولسوالی علی‌آباد یکی از ۷ ولسوالی‌‌‌‌ ولایت کندز، به مرکزیت شهر علی آباد در شمال افغانستان است. علی‌آباد از ولسوالی‌های درجه دوم ولایت کندز بوده، پهناوری آن ۷۳۴ کیلومتر مربع است و با ۶۱٬۲۷۴ نفر جمعیت در سال ۱۳۹۹، ششمین ولسوالی پر جمعیت ولایت کندز می‌باشد.
ولسوالی علی‌آباد این ولسوالی از جنوب با ولایت بغلان، از باختر با ولسوالی چهاردره، از شمال با ولسوالی‌های قندوز و خان‌آباد و از خاور با ولایت تخار همسایه است. این ولسوالی عموماً تهیدست و به‌سختی از خشکسالی صدمه دیده است. گروه بازسازی آلمانی مشغول ساخت یک سد است.